# Rhyacophila palaepolonica
Rhyacophila palaepolonica is een fossiele soort schietmot uit de familie Rhyacophilidae.